# Сватання гусара
«Сватання гусара» (рос. «Сватовство гусара») — радянський музичний художній комедійний фільм режисерки Світлани Дружиніної, поставлений і знятий Творчим об'єднанням телевізійних фільмів на кіностудії «Мосфільм». За мотивами водевілю класика російської літератури Миколи Некрасова «Петербурзький лихвар».

## Сюжет
Лихвар Потап Іванович Лоскутков (Андрій Попов) все на світі вимірює грошима. Настає момент, коли пора подумати про шлюб його дочки, Єлизавети Потапівни Лоскуткової ( Олена Коренєва). Молода дівчина полюбила красеня-гусара, Івана Федоровича Налімова ( Михайло Боярський), але її батько проти вибору дочки, тому що шукає багатшого нареченого. Щоб Ліза не втекла під вінець, Лоскутков садить її під «домашній арешт», а Івану ставить умову сплатити йому у вигляді калиму 5000 рублів відступних. Заповзятливий Налімов і його друзі-гусари придумують вигадливу фінансову комбінацію з нібито цінною картиною, в яку спритно втягують Лоскуткова. Змінивши зовнішність, гусар кілька разів заявляється в будинок до жадібного старого і у підсумку домагається свого — Потап Іванович з вдячністю благословляє шлюб своєї дочки і Івана.

## У ролях
- Андрій Попов — Потап Іванович Лоскутков, лихвар
- Олена Коренєва — Єлизавета Потапівна Лоскуткова, дочка лихваря (вокал — Наталія Овчарова)
- Михайло Боярський — Іван Федорович Налімов, гусар
- Баадур Цуладзе — друг Налімова, гусар
- Сергій Іванов — гусар
- Олександр Баринов — гусар
- Олександр Юшин — гусар
- Анатолій Мукасей — гусар
- Микола Неядлов — гусар
- Тетяна Транквелицька — акторка
- Ольга Голова — акторка
- Ніна Іванова — акторка
- Тетяна Новицька — дівчина у вікні (немає в титрах)
- Ірина Дітц — танцюристка (немає в титрах)

## Знімальна група
- Авторка сценарію та режисерка-постановниця: Світлана Дружиніна
- Оператор-постановник:  Анатолій Мукасей
- Художник-постановник:  Микола Серебряков
- Композитор:  Геннадій Гладков
- Автор пісень:  Юлій Кім
- Хореограф:  Леонід Лебедєв
- Звукооператори:  Юрій Фетисов,  Євген Некрасов
- Диригент:  Сергій Скрипка
- Балетмейстер:  Йосип Горюнов
- Режисер:  Олександр Мстиславський
- Оператор:  Дмитро Смідович
- Монтажерка:  Ольга Назарова
- Художник-гример:  Максут Аляутдінов
- Художниця по костюмах:  Аліна Спешнєва
- Оператор комбінованих зйомок:  Всеволод Якубович
- Художниця комбінованих зйомок:  Ірина Іванова
- Редакторки:  Наталія Меренкова,  Міна Бланк
- Директорка картини:  Любов Золоєва